# C2K: Colosseum
C2K: Colosseum foi um evento de MMA realizado no dia 26 de Maio de 2000.
Este foi o último evento oficial a contar com Rickson Gracie.